# Namea dahmsi
Namea dahmsi is een spinnensoort in de taxonomische indeling van de bruine klapdeurspinnen (Nemesiidae).
Namea dahmsi werd in 1984 beschreven door Raven.